# Victor Tortez
 (décembre 2020).
Victor Tortez, né le 18 juillet 1843 à Paris et mort le 21 janvier 1890 dans cette même ville, est un peintre français.

## Biographie
Victor Tortez est le fils de Nicolas Tortez et de Sophie Boulland.
A l'école des beaux arts, il étudie la peinture dans les ateliers de Jean-Jacques Henner et Jean-Léon Gérôme.
Il est mort à Paris à l'âge de 46 ans.